# 2001 KZ76
2001 KZ76 est un objet transneptunien de magnitude absolue 7,8. Son diamètre est estimé à 121 km, son arc d'observation est très faible, son orbite n'est donc pas connue avec précision.